# 스리니바사 라마누잔
스리니바사 라마누잔 아이양가르(타밀어: ஸ்ரீனிவாஸ ஐயங்கார் ராமானுஜன், Srinivāsa  Rāmānujan Aiyangar, 1887년 12월 22일~1920년 4월 26일)은 인도 출신의 수학자이다. 그는 수학에 대한 교육을 받지 못했지만, 수학적 분석, 정수론, 무한급수, 연속분수 등에 상당한 기여를 했다.

## 주요 업적
정수론 분야에서 중요한 업적을 남겼다. 원주율을 비롯한 수학 상수, 소수, 분할 함수(partition function) 등을 응용한 합 공식(summation)을 많이 발견한 것으로 유명하다. 그가 발견한 공식과 정리들은 대부분이 증명없이 노트에 기록된 것들이 전부이다. 그래서 그의 사후에 다른 수학자들이 그가 발견한 수많은 정리를 증명하기 위해서 노력했는데, 이 과정을 통해서 새로운 수학 기법이 고안되기도 하였다. 그러나 가끔 그의 주장은 틀린 것을 포함하기도 했는데, 예를 들어서 소수 계량 함수의 정확한 공식을 찾아냈다는 주장이 있다.
그의 초기 수학적 결과는 대부분 다른 수학자들과의 교류없이, 혼자서 얻은 것이므로 표현 방식이 약간 기괴하다. 예를 들어서 {\displaystyle n}을 연속한 변수로 쓴다든지, 이차 방정식의 해를 다음과 같이 쓰기도 했다.
{\displaystyle x_{1}=-{\frac {1}{2}}\;{\frac {m_{2}}{m_{1}}}+{\frac {[(m_{2}+2{\sqrt {m_{1}m_{3}}})(m_{2}-2{\sqrt {m_{1}m_{3}}})]^{\frac {1}{2}}}{2m_{1}}}}
{\displaystyle x_{2}=-{\frac {1}{2}}\;{\frac {m_{2}}{m_{1}}}-{\frac {[(m_{2}+2{\sqrt {m_{1}m_{3}}})(m_{2}-2{\sqrt {m_{1}m_{3}}})]^{\frac {1}{2}}}{2m_{1}}}}
물론, 위 공식은 현대에 잘 알려진 공식과 동일하다.

## 생애
1887년 12월 22일 라마누잔은 남인도 에로데에서 브라만 계급의 가난한 집안에서 태어났다. 덕분에 강한 종교적 신념과 생활 양식을 가지고 있어, 평생을 채식주의자로 살았다. 체격은 뚱뚱한 편이었지만, 말년에 건강이 크게 나빠져서 살이 많이 빠졌다. 자존심이 매우 강하였다고 알려져 있다.
라마누잔의 어린 시절은 가난과 질병 그 자체였다. 라마누잔의 3명의 동생들은 태어난지 얼마 되지 않아 세상을 떠났고, 훨씬 뒤에 태어난 2명의 동생만 살아남았다. 이런 이유 때문에 라마누잔은 외아들처럼 자랐다.
7살 때, 나병으로 고생하시던 할아버지가 돌아가실 때까지 그는 가려움과 병 간호의 소란스러움에서 벗어날 수가 없었다고 한다.
라마누잔은 어렸을 때부터 수학에서 남다른 천재성을 나타냈으며, 고등학교까지는 성적이 우수했으나 남인도의 케임브리지 대학교라 불리는 쿰바코남 대학교에 입학한 이후, 수학 이외의 모든 과목에서 낙제를 하는 바람에 중퇴하였다. 당시 유명한 수학자였던 베이커(H. F. Baker)와 홉슨(W. E. Hobson)에게 후견인이 되어달라고 편지를 보냈으나 거절당했다. 1913년 1월 16일에 그가 발견한 복잡한 수학 정리 몇 개를 나열한 편지를 고드프리 해럴드 하디에게 보냈는데, 하디는 라마누잔의 천재성에 주목해서 그를 영국으로 초청했다. 브라만 계급의 사람들은 바다를 건너면 안 되기 때문에 크게 고민했으나, 결국 그는 바다를 건너기로 결심한다. 하지만 그것보다 더 큰 문제가 있었는데, 힌두교인에게는 미국이나 유럽 여행은 일종의 불결함을 의미하는 것이었기 때문에 라마누잔은 큰 고심을 하게 된다. 그러나 라마누잔 어머니의 꿈 속에서 나마기리 여신이 나타나, "라마누잔의 목표를 가로막지 말라"라고 말했고, 이런 황당무계한 일련의 사건들을 거쳐서, 라마누잔은 하디와 만나게 된다.
영국에서 하디와 라마누잔은 공동 연구를 하였는데, 후에 하디는 자신의 최대 수학 업적은 라마누잔을 발굴한 것이라고 하기도 했다. 라마누잔 또한 "선생님 덕에 친구라는 것을 알게 되었다."라고 할 정도로 그들의 사제관계는 친밀했다. 영국과 인도의 문화적 차이로 여러 가지 고생을 하였고, 자살 시도도 했었다고 한다. 투철한 채식주의자였던 그는 종교적 신념에 따른 적절한 종류의 음식 조달을 하기 어려웠다. 제1차 세계 대전의 발발 이후, 음식의 조달이 매우 어려워서 건강을 크게 해쳤다. 전쟁이 끝나고 인도로 돌아갔으나, 건강이 회복되지 않았다. 결국 그는 아내에게 작별 인사를 한 후, 1920년 4월 26일 세상에서의 삶을 끝맺었다.

## 하디-라마누잔 수
1729를 가리키며, 택시 수(Taxicab number)라고도 한다. 이는 하디가 라마누잔을 만나기 위해서, 라마누잔이 입원 중이던 병원을 방문했을 때의 일화에서 유래하였다.
1918년 2월 경에 입원 중이던 라마누잔을 하디가 문병했을 때 "타고 온 택시의 번호는 1729였어. 딱히 특징도 없는 평범한 숫자이지."
하디가 말하자, 라마누잔은 즉시 이렇게 대답했다.: "아닙니다. 아|주 흥미로운 수입니다. 서로 다른 2가지 방법으로 두 양수의 세제곱수의 합으로 나타낼 수 있는 수들 중 가장 작은 수이기 때문이죠."
실제로 1729는 아래와 같이 나타낼 수 있다.: 1729=123+13=103+93이는 1729가 A=B3+C3=D3+E3라는 형태로 나타낼 수 있는 가장 작은 수임을 라마누잔이 그 자리에서 지적한 것이다.
사람들은 라마누잔이 어떻게 그렇게 빨리 1729라는 수의 특징을 파악했는지 궁금해 한다. 보통 사람들은 라마누잔이 엄청난 천재라서 그렇다고 생각하지만, 그렇지 않다. 라마누잔은 예전에 이미 1729라는 수의 특징을 노트에 기록해 두었다. 1729라는 수의 특이한 특징 때문에, 하디와의 대화에서 기억해 낼 수 있었던 것이다. 이 노트는 라마누잔이 죽은 후, 발견됐다.

## 자살 시도
라마누잔은 문화적 차이와 종교적 신념으로 영국 케임브리지에서 크게 고생하게 된다. 우울증을 앓았던 것으로 추측되기도 한다. 1918년 겨울, 라마누잔은 영국 런던의 어느 역에서 다가오는 기차를 향해 철로에 뛰어들었다. 기차는 급정거를 했고, 그는 크게 다쳤지만, 다행히도 목숨을 건졌다. 그는 체포를 면하기 어려웠으나, 하디는 자신의 지위를 총동원해서 체포된 라마누잔을 감옥에서 빼내는 데 성공했다.
1968년 11월 유명한 물리학자이자 노벨상 수상자인 수브라마니안 찬드라세카르는 인도 국립 과학원의 스리니바사 라마누잔 메달을 수상하면서 그의 자살 시도를 언급하였는데, 이것이 고인에 대한 모독이라고 생각한 몇몇 사람들은 강하게 반발하였다고 한다.

## 잃어버린 노트
1976년 미국의 수학자 조지 앤드류스(George Andrews)는 오랫동안 라마누잔을 연구해 온 영국의 수학자 왓슨(G. N. Watson)의 자료를 정리하던 도중, 며칠 후 폐기될 논문들 중에서 하나를 우연히 집어들었는데, 이것이 이전까지 한 번도 발표되지 않았던 라마누잔의 결과물이었다. 이것이 유명해져서 라마누잔의 잃어버린 노트(Ramanujan's lost notebook)라고 부른다. 별도의 책으로도 출판되었다. 추후 조지 앤드류스는 “라마누잔과 그의 공식들은 지난 나의 40여년 경력에 막대한 영향을 미쳤다. 그에 대해서는 하디의 말을 따라 할 수밖에 없다. ‘나는 이 세계에서 다른 누구보다도 라마누잔에게 큰 빚을 졌다.’라고”라며 라마누잔에 대한 찬사를 남겼다.

## 같이 보기
- 고드프리 해럴드 하디
- Taxicab number
- 라마누잔-솔드너 상수
- 란다우-라마누잔 상수
- 라마누잔 상수